# Бронированный грузовик Guinness
Бронированный грузовик Guinness (англ. Guinness armored lorry) — импровизированный бронеавтомобиль, первый экземпляр которого был создан 26 апреля 1916 года всего за 10 часов для усиления правительственных войск Великобритании, участвовавших в подавлении Пасхального восстания в Дублине (Ирландия). 
В последующие дни было построено ещё три экземпляра бронеавтомобиля.

## История создания
В понедельник 24 апреля 1916 года в Дублине вспыхнуло антиправительственное восстание (бунт), получившее впоследствии имя «Пасхальное» (англ. Easter Rising). Благодаря решительным и быстрым действиям почти невооруженные отряды «Ирландской гражданской армии» и «Ирландских добровольцев», ведомые Джеймсом Конноли, заняли большинство правительственных учреждений в Дублине. Казалось, победа близка, и вскоре один из лидеров повстанцев Патрик Пирс, стоя на ступенях дублинского почтамта, уже читал декларацию независимости Ирландии. Однако застигнутые было врасплох британские войска быстро пришли в себя и попытались вытеснить повстанцев из города. Столица оказалась охвачена боями, однако малочисленный британский гарнизон не добился ощутимых успехов. Срочно требовались подкрепления.
Командование британской армии отреагировало оперативно, и всего за двое суток британцы сконцентрировали в Дублине войсковую группировку, превосходившую войска восставших по численности почти в 20 раз. Была подтянута артиллерия, а в реку Лиффи вошла канонерская лодка «Хельга», чтобы обстреливать с реки опорные пункты восставших.
Хуже обстояло дело с бронетехникой. Армейские бронеавтомобили, производившиеся в Великобритании, в районе Дублина в тот момент отсутствовали, однако для передвижения войск по обстреливаемым улицам настоятельно требовались хоть какие-то бронемашины. Пришлось собирать импровизированные броневики. 26 апреля, всего за 10 часов специалисты 3-го резервного кавалерийского полка, используя оборудование мастерских Южной железной дороги в Инчикоре, смогли собрать бронеавтомобиль из обычного коммерческого 3-тонного грузового шасси «Даймлер» и… парового котла. И шасси, и котёл, были доставлены с пивоваренного завода «Guinness». В течение двух следующих дней в этих же мастерских были изготовлены ещё три подобные машины, из них две — с паровыми котлами и одна — с плоскими бортами из стальных листов. Вскоре британские войска получили и армейские бронеавтомобили — пять «Rolls-Royce», которые также приняли участие в боях.
Натиск правительственных сил привёл к тому, что к концу апреля 1916 года восстание было практически подавлено и повстанцы прекратили всякое сопротивление. Ставшие ненужными бронемашины, получившее неофициальное имя «Guinness armored lorry», были отправлены на хранение и вскоре «разбронированы». После «снятия с вооружения» и «разбронировки» все грузовики вернулись обратно на завод, где впоследствии продолжали использоваться по своему обычному назначению — доставке пива в дублинские пабы.

## Описание конструкции
В основе своей бронеавтомобиль представлял из себя обычный трёхтонный заднеприводной грузовой автомобиль «Даймлер». Кабина и двигатель машины частично защищалась навесными листами железа, а на месте грузовой платформы был установлен служивший боевым отделением паровой котёл, также вывезенный с завода (по другим данным, боевое отделение было собрано из дымовых коробок старых локомотивов). На бортах котла имелись бойницы, причём часть из них была действительно прорезана, а часть — нарисована, чтобы сбить противника с толку. Огонь сквозь них вели помещавшиеся в отделении солдаты-десантники. «Вход» в боевое отделение осуществлялся через дверь (люк дымовой коробки паровоза) в корме машины.

## Оценка машины
Конечно, броневики «Guinness» не являлись полноценными бронеавтомобилями. Котловое железо боевого отделения обеспечивало лишь относительную защиту, хотя цилиндрическая форма в некоторой степени способствовала рикошету пуль. Однако, важно иметь в виду, что броневики использовались против повстанцев, практически не имевших в своём распоряжении тяжёлого оружия, и поэтому с основными своими задачами — охраной конвоев и прикрытием передвижения войск в городских боях — «Гиннессы» вполне справлялись.